# Okręg wyborczy Higgins
Okręg wyborczy Higgins (ang. Division of Higgins) – jednomandatowy okręg wyborczy do Izby Reprezentantów Australii, położony w centralnej części Melbourne. Pierwsze wybory odbyły się w nim w 1949 roku, jego patronem jest były prokurator generalny Australii, a następnie sędzia Sądu Najwyższego, H.B. Higgins.

## Lista posłów
| okres urzędowania | poseł          | przynależność                                              |
| ----------------- | -------------- | ---------------------------------------------------------- |
| 1949-1967         | Harold Holt    | Liberalna Partia Australii                                 |
| 1967-1975         | John Gorton    | Liberalna Partia Australii (1967-1975) niezrzeszony (1975) |
| 1975-1990         | Roger Shipton  | Liberalna Partia Australii                                 |
| 1990-2009         | Peter Costello | Liberalna Partia Australii                                 |
| od 2009           | Kelly O’Dwyer  | Liberalna Partia Australii                                 |

źródło: